# 拉图尔德萨尔瓦尼
拉图尔德萨尔瓦尼（法語：La Tour-de-Salvagny，法語發音：[la tuʁ də salvaɲi]），法国东部城市，奥弗涅-罗讷-阿尔卑斯大区的一个市镇，原属于罗讷省，自2015年起成为里昂大都会的一部分，隶属于里昂区，其市镇面积为8.43平方公里，2022年1月1日时人口数量为4,460人，在法国城市中排名第2,703位。
拉图尔德萨尔瓦尼位于罗讷省中部，里昂市区西北部，是里昂的一个近郊卫星城，通过通勤铁路连接里昂市区。

## 地名来源
“萨尔瓦尼”一名可能出自人名“Salvinius”。

## 历史

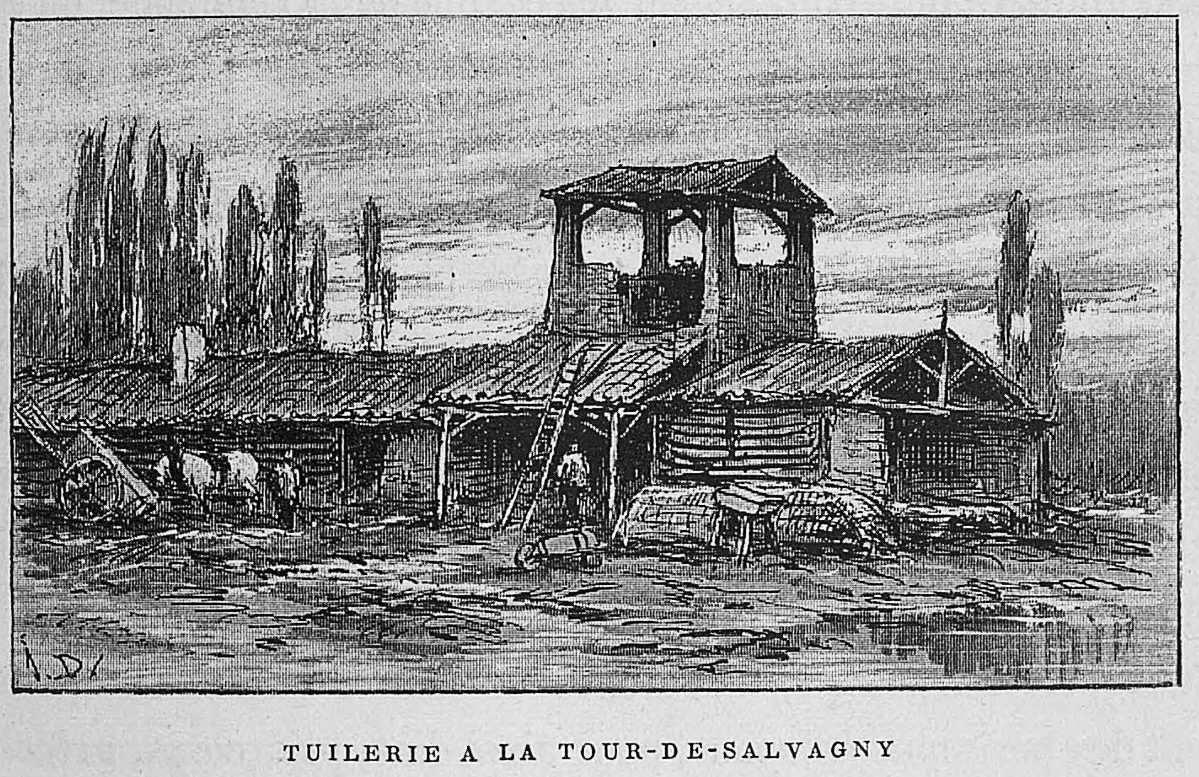
拉图尔德萨尔瓦尼瓦窑

拉图尔德萨尔瓦尼的早期历史尚不清楚，中世纪时当地长期为一处普通农业村落。法国大革命后，拉图尔德萨尔瓦尼成为罗讷-卢瓦尔省的一个市镇，该省于1793年被拆分，拉图尔德萨尔瓦尼被划入罗讷省。1848年，拉图尔德萨尔瓦尼建成了市镇公墓。工业革命期间，途径此地的里昂－蒙布里松铁路建成通车，当地曾出现一处瓦窑。直至20世纪50年代，拉图尔德萨尔瓦尼尚为一个人口不足一千的普通市镇。二十世纪末，随着里昂的城市扩张及通勤铁路的开行，拉图尔德萨尔瓦尼的居民数量快速增加，当地出现了大批新兴居民区。

## 地理

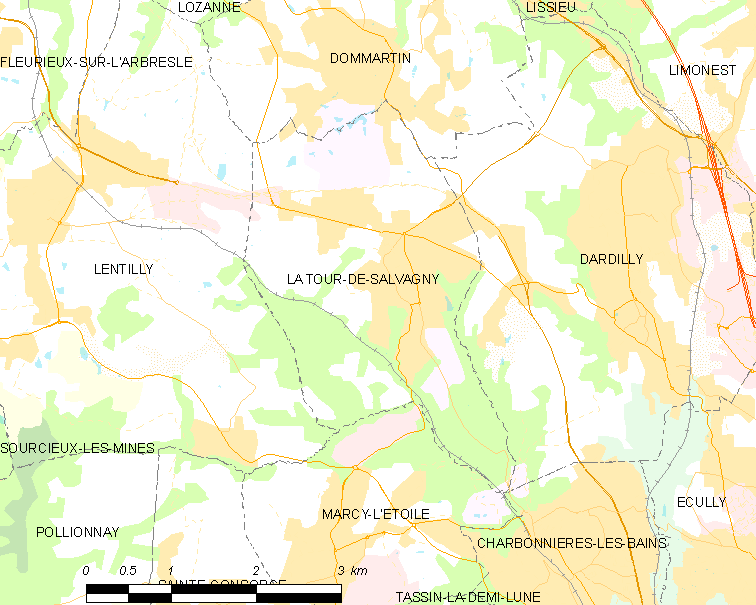
拉图尔德萨尔瓦尼市镇范围地图

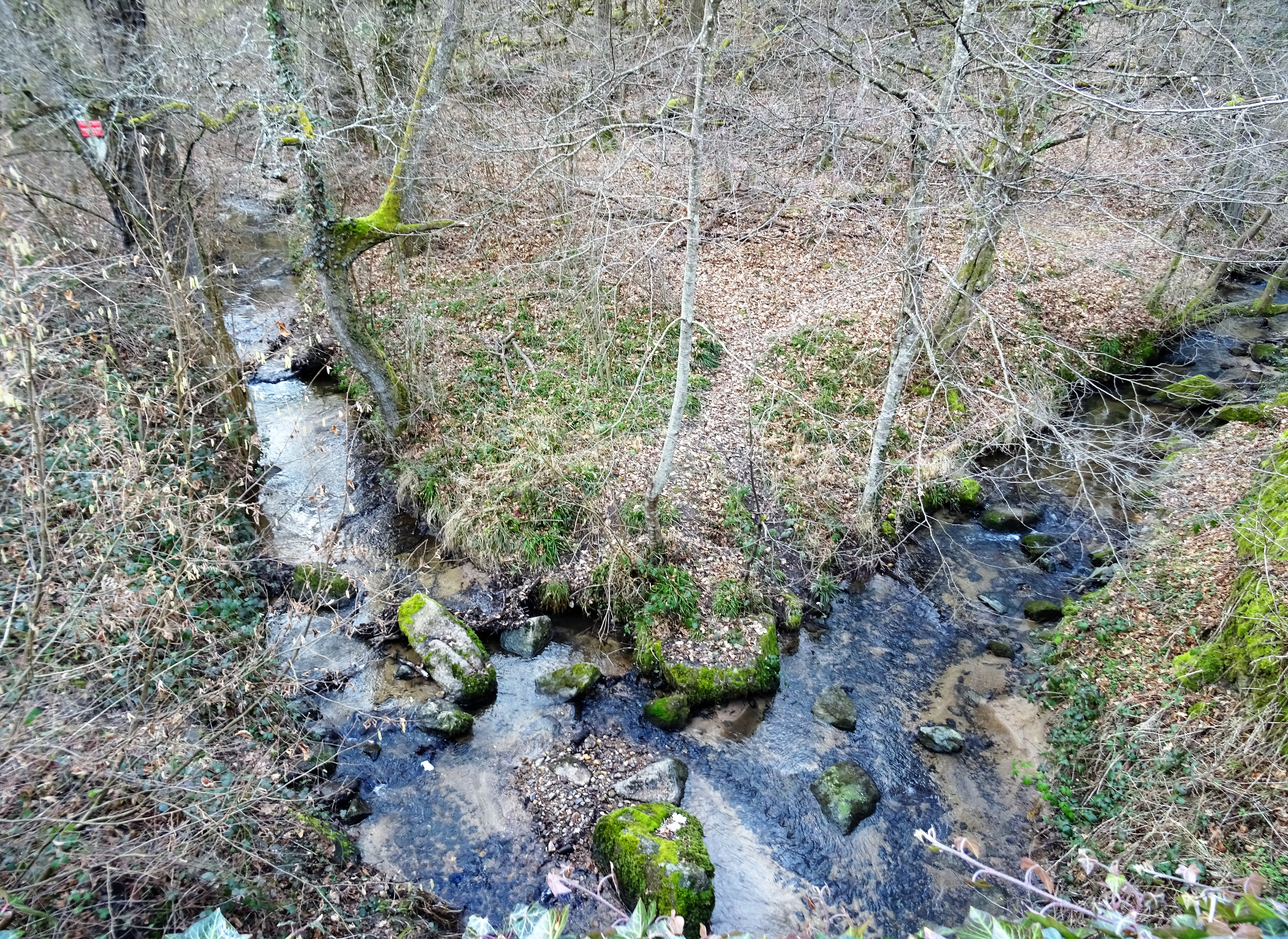
拉图尔德萨尔瓦尼境内的一处溪流

拉图尔德萨尔瓦尼位于法国东部偏南，奥弗涅-罗讷-阿尔卑斯大区中部和罗讷省中部，距离里昂大约15公里。与拉图尔德萨尔瓦尼接壤的市镇包括：朗蒂伊、多马坦、马西莱图瓦勒、达尔迪伊和沙博尼耶尔莱班。

### 地形
拉图尔德萨尔瓦尼位于法国中央高原东部边缘地带，境内以浅丘为主，市镇中心位于一处地势较为平坦的高地上，南侧地区相对低洼，全境海拔在240到352米之间。

### 水文
拉图尔德萨尔瓦尼位于罗讷河流域范围内，大河溪（ruisseau de Grande Rivière）自西北向南流经境内，市区东部有一处湖泊。

### 植被
拉图尔德萨尔瓦尼属于温带阔叶混交林区，林地主要分布于河谷和坡地地带。
在鲜花城市的评比中，拉图尔德萨尔瓦尼被评为1星级鲜花城市。

### 气候
拉图尔德萨尔瓦尼在柯本气候分类法中属于带有大陆性特征的温带海洋性气候。

## 行政区划
拉图尔德萨尔瓦尼的市镇编号为69250，邮政编号为69890。
在行政管理方面，拉图尔德萨尔瓦尼隶属于法国奥弗涅-罗讷-阿尔卑斯大区里昂区，其所处的都会区亦有部分省级行政职能；在地方选举方面，拉图尔德萨尔瓦尼隶属于罗讷省选区，其市镇范围全境被划入罗讷省第八选区；在社会管理方面，拉图尔德萨尔瓦尼是里昂大都会的组成部分。
截至2023年3月，拉图尔德萨尔瓦尼市镇范围内暂无城市敏感街区及城市政策优先街区。
法国国家统计与经济研究所（简称）在进行数据统计时，将拉图尔德萨尔瓦尼及相邻的另外127个市镇设为里昂城市核心区（2020年改为124个），并将包括核心区在内的周边共499个市镇划为里昂城市区。自2020年起，里昂城市区被包含398个市镇的里昂城市辐射区代替。此外，还将拉图尔德萨尔瓦尼市镇整体看作一个“块区”（IRIS），以便于统计人口分布情况。

## 交通

### 公路
A89高速公路经过拉图尔德萨尔瓦尼市区北部，通过39和40两个出入口连接市区，此外多条罗讷省省道在拉图尔德萨尔瓦尼境内交汇。
2019年，85%的拉图尔德萨尔瓦尼家庭拥有至少一辆私人汽车。2019年，拉图尔德萨尔瓦尼境内共发生各类交通事故2起，造成4人受伤，其中1人重伤。
| 40 | 1.2 |

| 里昂 韦斯火车站 | 12 |

| 索恩河畔自由城 | 25 |

| 塔拉尔 | 28 |

### 铁路

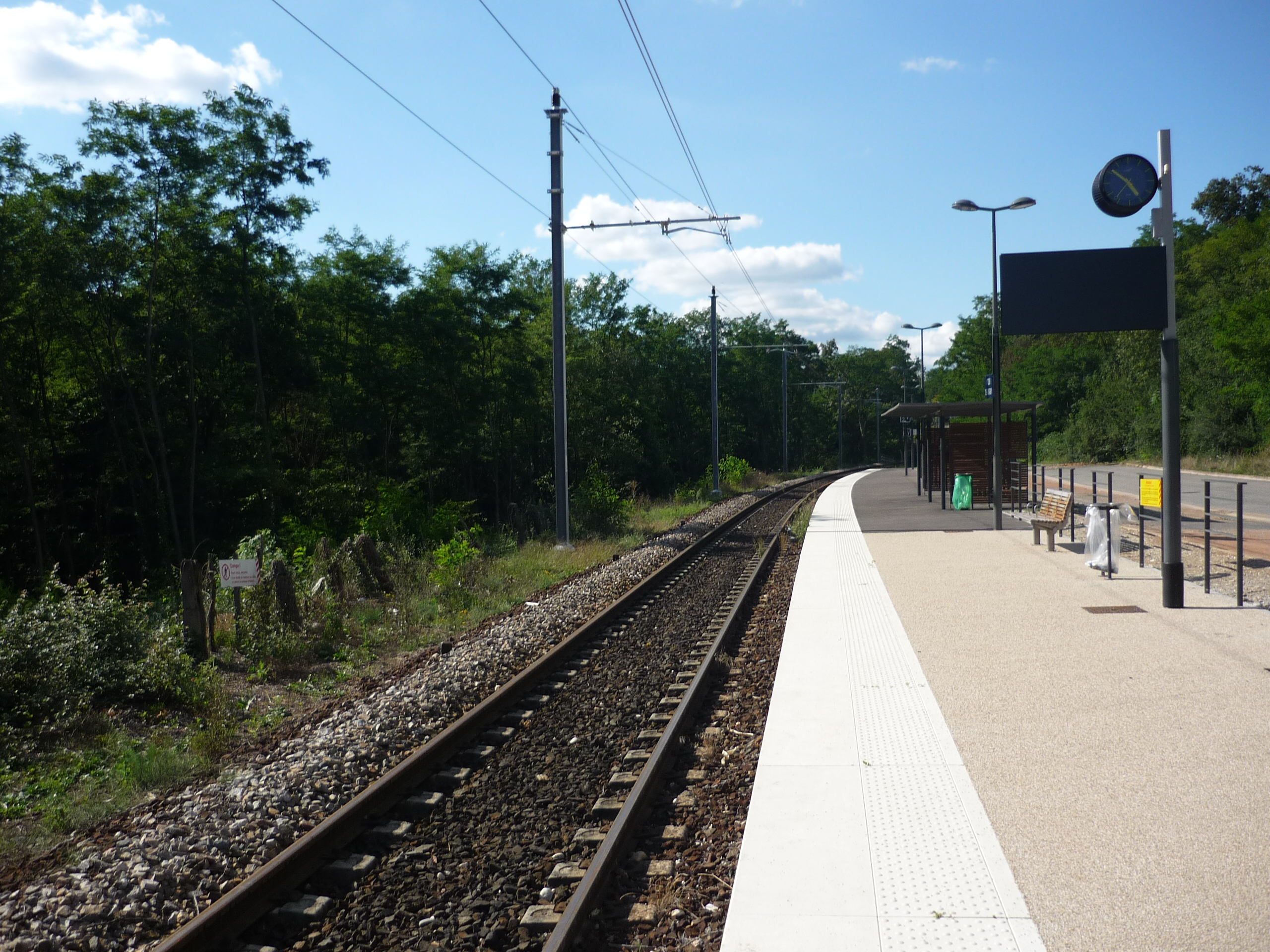
拉图尔德萨尔瓦尼火车站

拉图尔德萨尔瓦尼位于里昂－蒙布里松铁路上，该铁路里昂附近的路段开行近郊通勤列车。拉图尔德萨尔瓦尼站位于市区南部，卡西诺拉克鲁瓦拉瓦勒站位于市区最南端，两站均停靠往返于里昂圣保罗站和桑贝勒站之间的区域列车。

### 航空
距离拉图尔德萨尔瓦尼最近的民用航空站为46公里外的里昂圣埃克絮佩里机场。

### 城市公共交通
拉图尔德萨尔瓦尼是里昂城市公共交通（商业名称为）的服务范围，后者是里昂大都会的城市公共交通系统。截至2022年8月，该系统共包括数百条各类公共交通线路，其中里昂公交86路经过了拉图尔德萨尔瓦尼市区。

## 政治

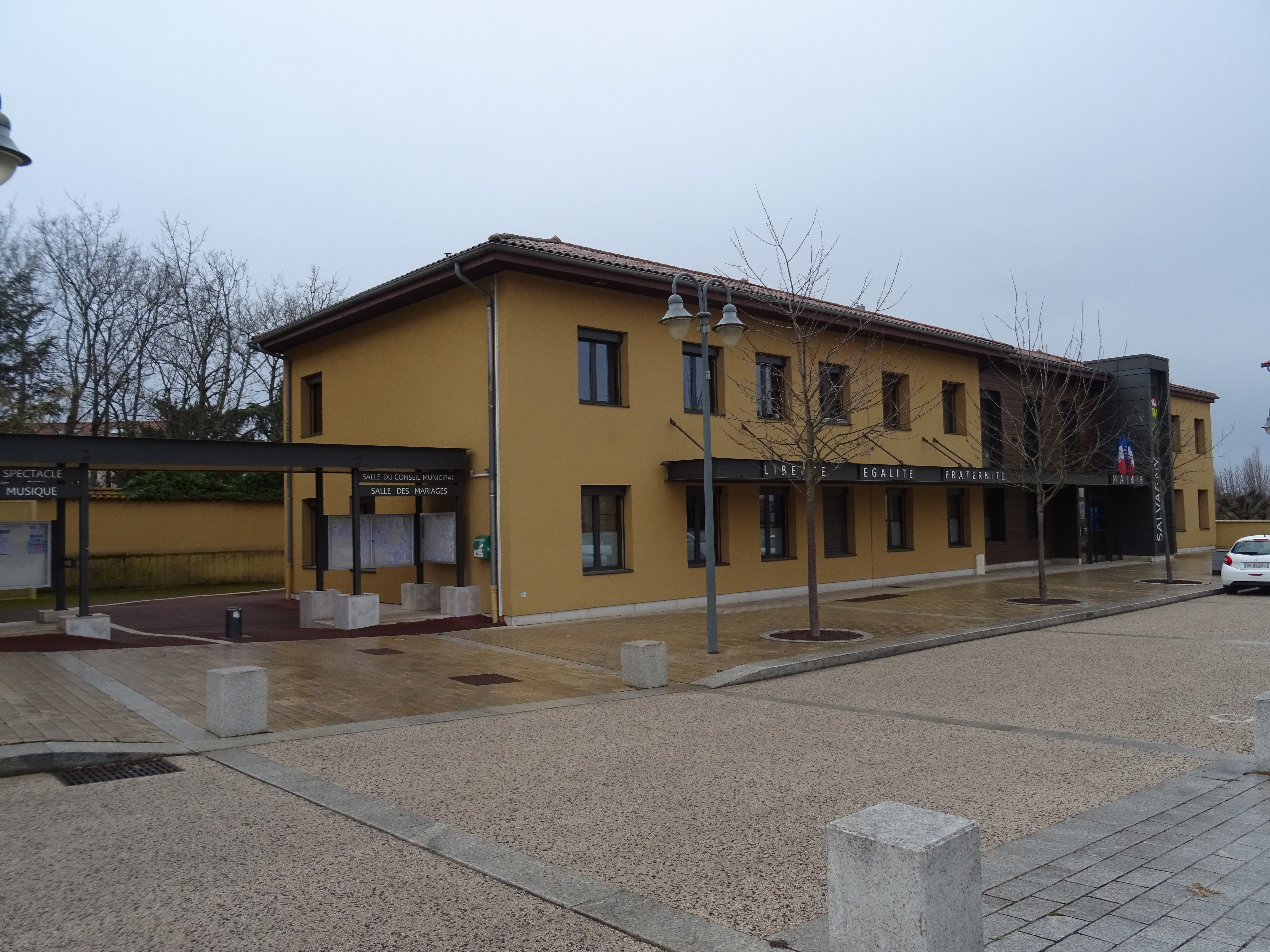
拉图尔德萨尔瓦尼市政厅

拉图尔德萨尔瓦尼的现任市长为吉勒·皮永先生（Gilles PILLON），他是一名右翼无党派人士，在2020年的市政选举中获得了100.00%的支持率（无其他候选人）。
在2022年的法国总统大选中，法国第25任总统埃马纽埃尔·马克龙在拉图尔德萨尔瓦尼获得了72.84%的支持率。

## 人口
2019年，拉图尔德萨尔瓦尼市镇人口数量为4,117，在法国排名第2,703位。其中男性1,975人，女性2,142人，75岁及以上人口占9.9%，外籍人口数量为135人，人口密度为488人/平方公里，当地居民被称为（男性）或（女性）。2020年，拉图尔德萨尔瓦尼境内出生35人，死亡人口36人。
| 拉图尔德萨尔瓦尼1901年－2020年人口变化情况 |
|                                            |
| 数据来源：Cassini、INSEE                   |

## 经济

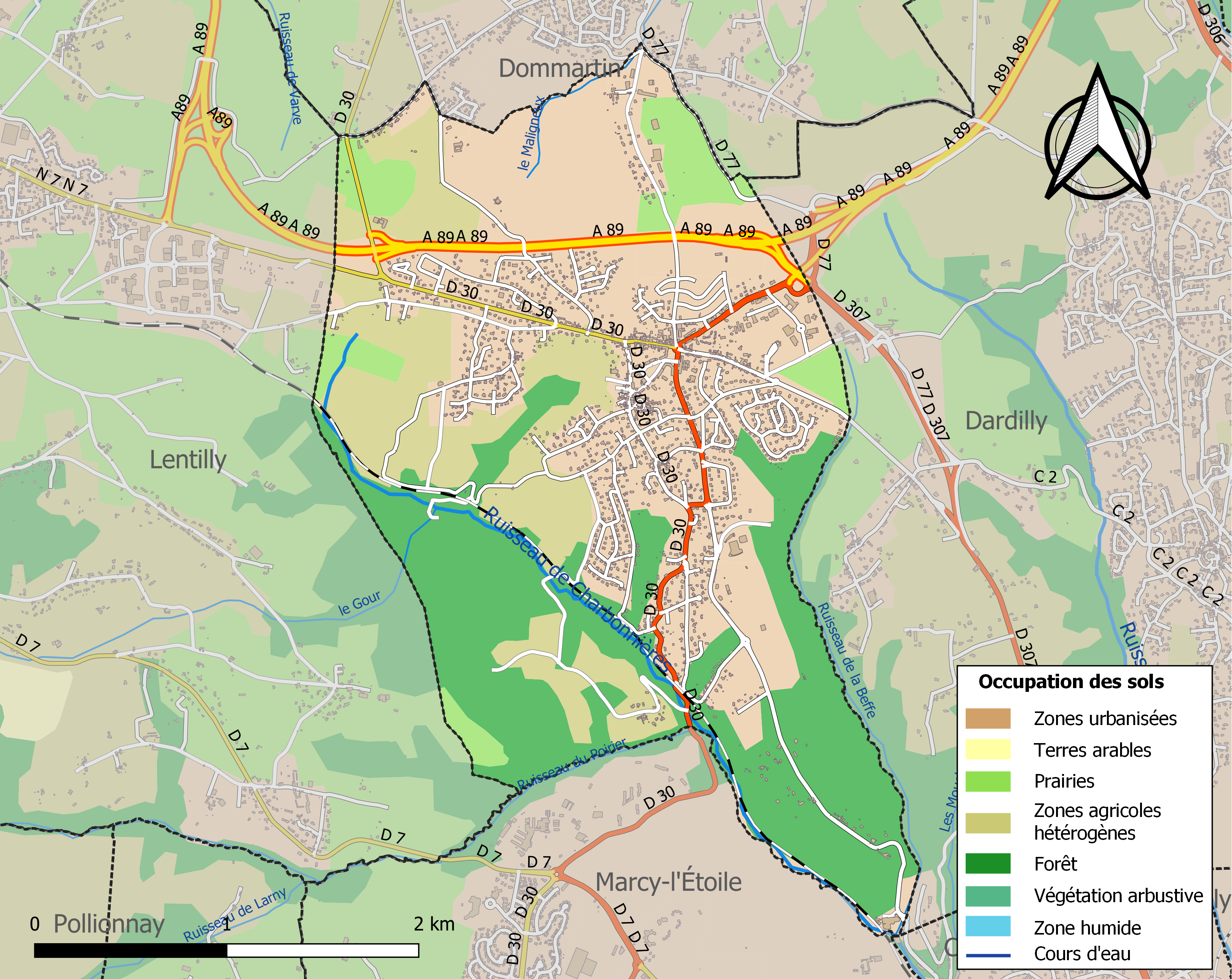
拉图尔德萨尔瓦尼土地利用情况地图

拉图尔德萨尔瓦尼是里昂附近的一个近郊卫星城。截止2023年3月，拉图尔德萨尔瓦尼市镇范围内共有各类用人单位（包含自雇）948家，平均历史为14年，其中98.29%为中小型企业（PME），2023年1月至3月间，当地的经济活力指数为0.95%。（拍卖）、（博彩）及（数据处理）是当地2021年营业额最高的三个企业，分别为14,894,884欧元、9,980,320欧元和8,267,607欧元。

## 财政与居民收入
2021年，拉图尔德萨尔瓦尼的财政收入总额为4,958,780欧元，财政支出总额为4,742,640欧元，当年的债务总额为16,010欧元。2021年，拉图尔德萨尔瓦尼市镇通过增值税获得186,930欧元的收入，此外当地还共获得了110,080欧元的国家直接财政补助。
2020年，拉图尔德萨尔瓦尼的人均月收入总额为3,405欧元，其中高级职员为4,904欧元，高于法国平均水平（4,230欧元）；中级职员为2,635欧元，高于法国平均水平（2,411欧元）；普通职员为1,962欧元，亦高于法国平均水平（1,740欧元）。
2019年，拉图尔德萨尔瓦尼境内的青壮年（15至64岁）失业率为7.4%；当地72.1%的家庭拥有纳税资格，平均纳税5,978欧元，高于法国平均水平（3,910欧元）。

## 社会事务

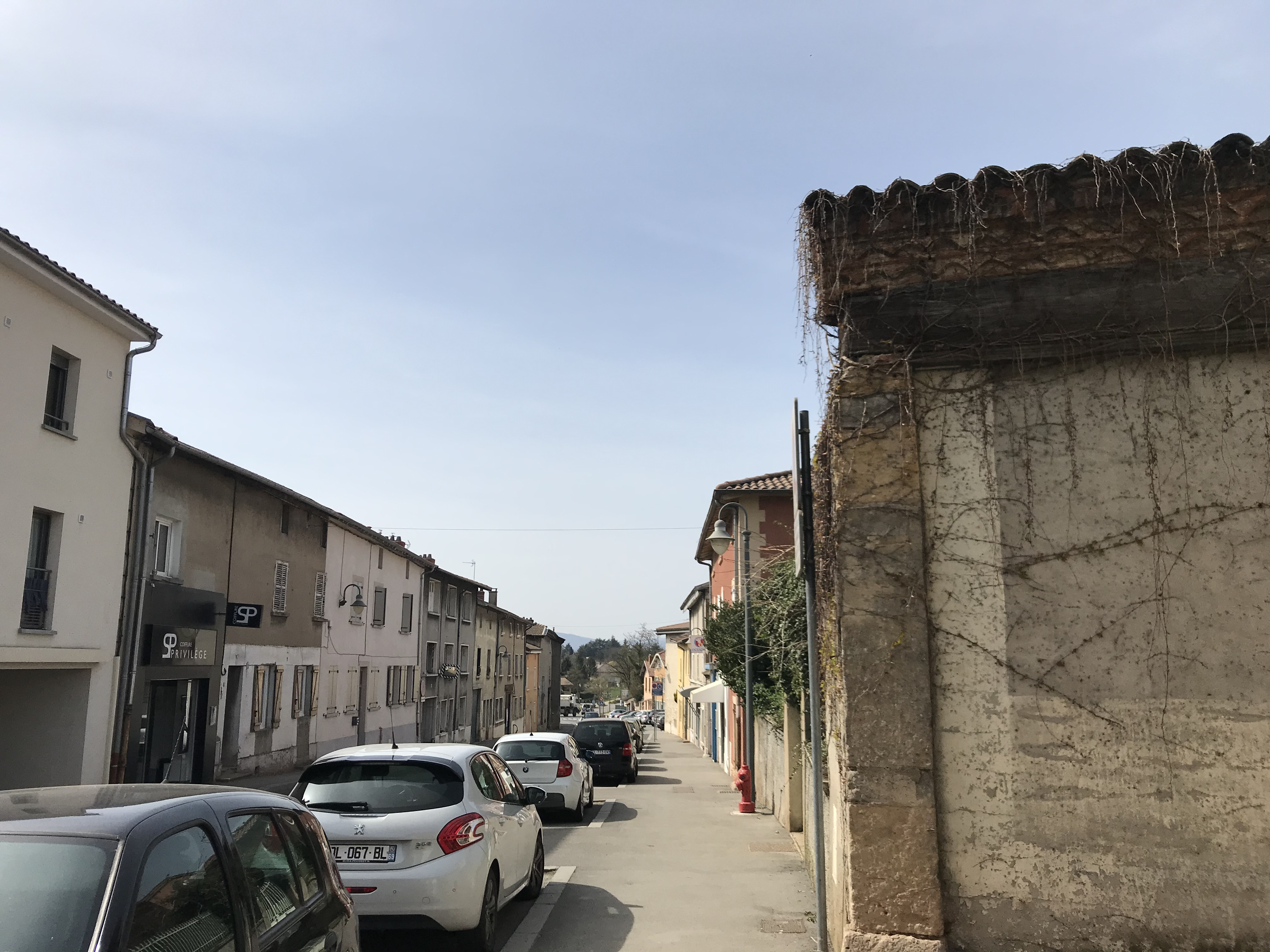
巴黎街

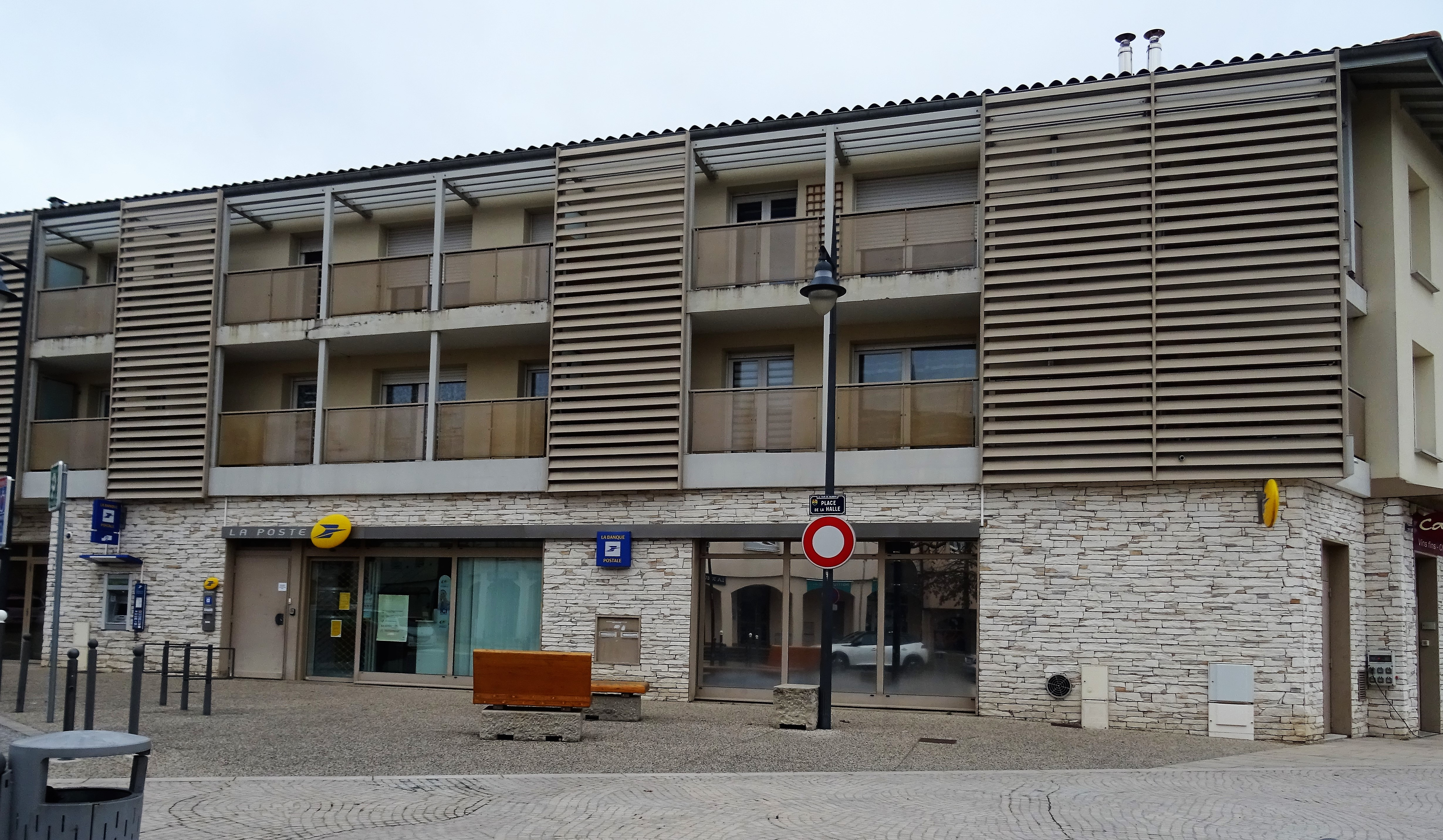
邮局

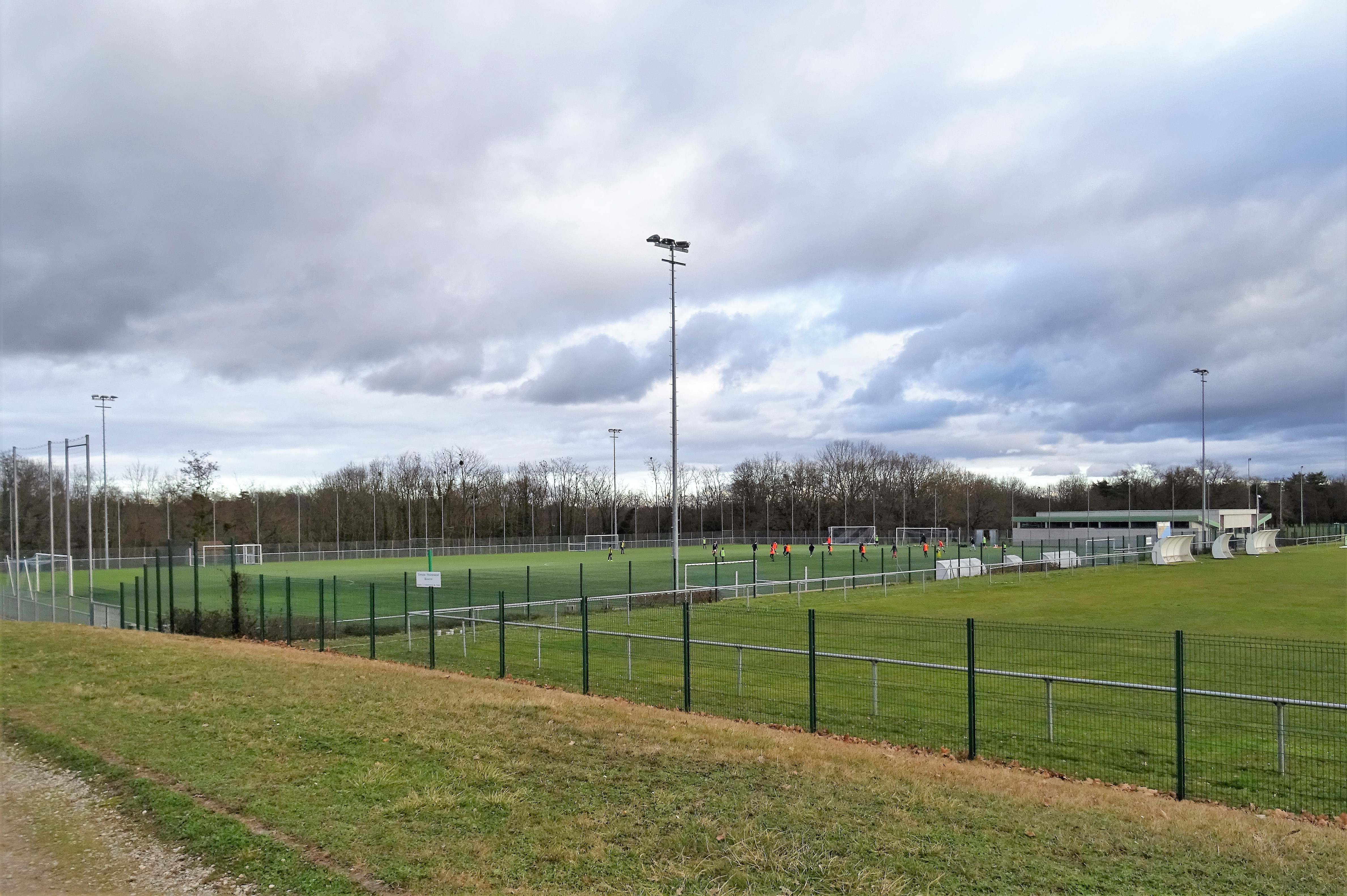
拉图尔德萨尔瓦尼球场

### 教育
拉图尔德萨尔瓦尼属于里昂学区。截止2021年1月1日，拉图尔德萨尔瓦尼境内共有1所幼儿园和2所小学。

### 医疗
截止2021年1月1日，拉图尔德萨尔瓦尼境内共有全科医生6名、保健师7名、牙医3名和护士6名。境内共有药房1家、残疾人帮扶中心2家。
距离拉图尔德萨尔瓦尼最近的区域性医疗机构为克鲁瓦鲁斯医院，其主病区位于拉图尔德萨尔瓦尼市区的正常车程在半小时以内，该院设有床位806个，是当地规模最大的公立综合性医院。

### 住房
2019年，拉图尔德萨尔瓦尼境内共有各类住房1,942套，其中68.7%为独立式居民区，30.9%为集中式居民区。常住房屋占拉图尔德萨尔瓦尼市镇范围内居民建筑总量的89.9%。
在住房保障政策方面，2021年，拉图尔德萨尔瓦尼境内共有163户家庭获得了住房经济补助，受益人数占总人口数量的4.0%，其中143份为房租补助。

### 商业
2021年，拉图尔德萨尔瓦尼境内共有各类实体商铺78家，其中餐厅9家、大型超市1家、面包房1家、肉铺2家、书店1家、银行门店4家、美容美发店5家、汽车维修店3家。镇中心建有一家SPAR便民超市。

### 体育
2021年，拉图尔德萨尔瓦尼境内共有1间体育馆、4处网球场、1处足球或橄榄球场、1处篮球或排球场以及1处高尔夫球场。
截至2023年3月，拉图尔德萨尔瓦尼境内暂无注册足球俱乐部。

### 环境
拉图尔德萨尔瓦尼的环境事务由其所属的里昂大都会联合各级政府协调负责。2021年，拉图尔德萨尔瓦尼境内暂无污染企业。

### 治安
拉图尔德萨尔瓦尼及其附近的共47个市镇是拉尔布雷勒国家宪兵队（zone gendarmerie de L'Arbresle）的管辖范围。2020年，该宪兵队累计记录各类案件6,128起，其中盗窃类案件3,354起，经济类案件899起，毒品交易类案件380起。

## 文化

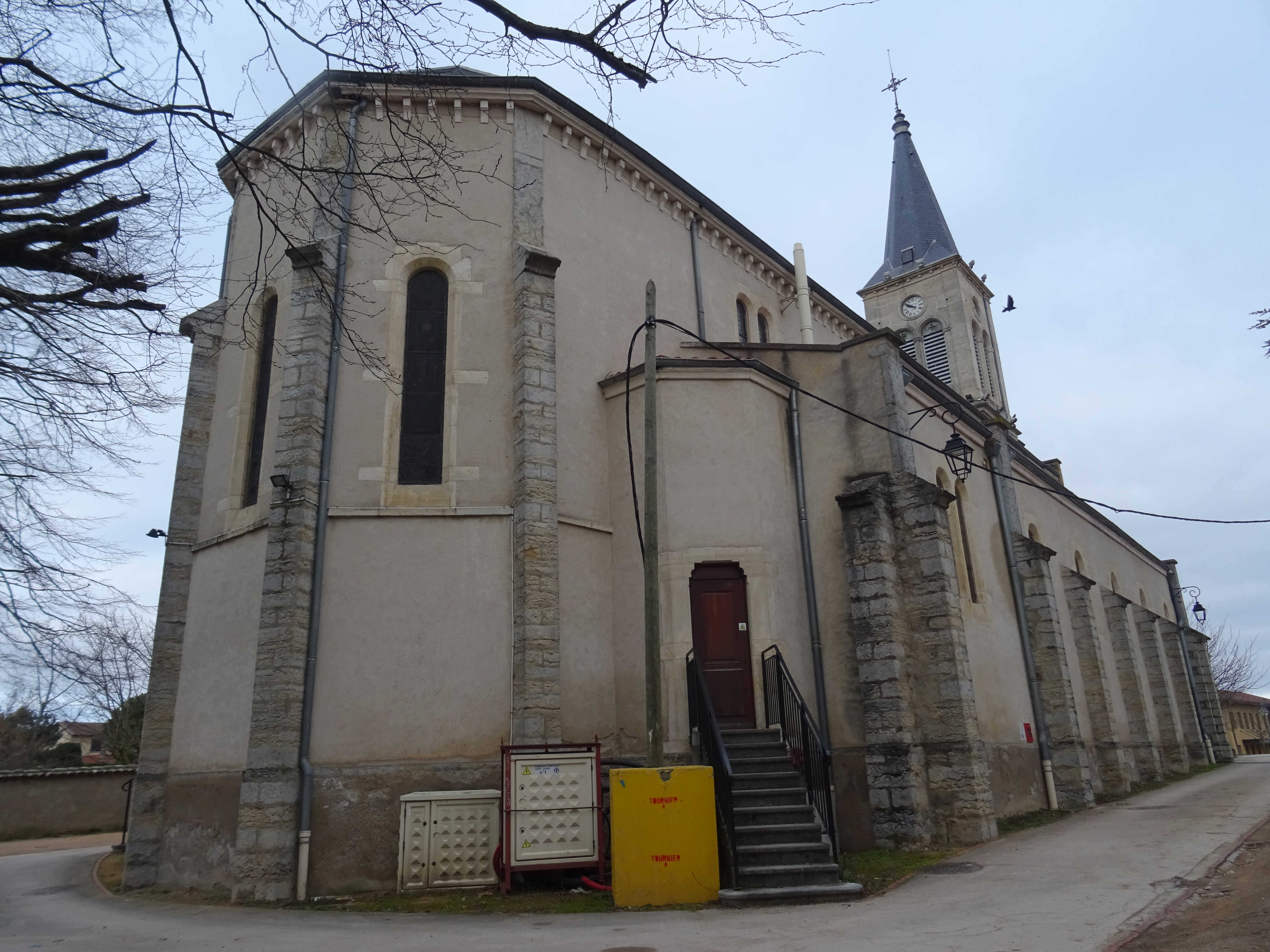
圣埃纳蒙教堂

2021年，拉图尔德萨尔瓦尼境内暂无任何文化设施。拉图尔德萨尔瓦尼市政府提供多媒体中心，每周二至六向公众开放。

### 建筑
拉图尔德萨尔瓦尼境内有多处历史建筑，其中圣埃纳蒙教堂（Église Saint-Ennemond de La Tour-de-Salvagny）是当地的地标性建筑物。

### 旅游
拉图尔德萨尔瓦尼的旅游事务由其所属的里昂大都会负责。2022年，拉图尔德萨尔瓦尼境内共有1家酒店共计74间房间。

### 媒体
法国主要的媒体均可在拉图尔德萨尔瓦尼接收，法国电视三台下属的奥弗涅-罗讷-阿尔卑斯大区频道在部分时段播出拉图尔德萨尔瓦尼所在罗讷省的地方新闻。《进步报》、《里昂首府》杂志、里昂第一广播、Scoop广播、BFM电视台里昂频道等是当地主要的地方性媒体。

## 友好城市
截至2023年3月，拉图尔德萨尔瓦尼共与一座城市互为友好城市关系：
- 義大利 泰鲁贾